# Romanschulzia arabiformis
Romanschulzia arabiformis là một loài thực vật có hoa trong họ Cải. Loài này được (DC.) Rollins miêu tả khoa học đầu tiên năm 1942.